# Klub literatury pięknej
Klub literatury pięknej (oryg. HaMoadon LeSafrut Yaffa Shel Hagveret Yanlekova) – izraelski niezależny film dramatyczny z 2017 roku.

## Fabuła
Klub książki Madam Yankelovej jest to tajne kobiece stowarzyszenie. Nienawidzące mężczyzn członkinie stowarzyszenia co tydzień przyprowadzają mężczyznę na spotkanie klubu. Na koniec mężczyźni, którzy tam trafią, zostają zabici i przerobieni na parówki. Pewnego dnia Sophie, jedna z członkiń klubu poznaje przystojnego Josepha, w którym się zakochuje. Staje przed koniecznością wyboru pomiędzy zasadami klubu, a miłością.

## Główne role
- Keren Mor - Sophie
- Yiftach Klein - Joseph
- Lea Koenig - Madam Yankel

## Nagrody i wyróżnienia[2]
Film w 2017 roku zdobył nagrodę Ofir w dwóch kategoriach: 
- Najlepsza charakteryzacja - Shiri Shamsha
- Najlepsze kostiumy - Maya Lebovitch

Oprócz tego w tym samym roku był nominowany do nagrody Ofir w kategoriach: 
- Najlepsza aktorka drugoplanowa - Hana Laslo
- Najlepsza scenografia - Jonathan Jacobi
- Najlepsze zdjęcia - Yossi Meiri
- Najlepszy dźwięk - Oleg Kaiserman, Tomer Eliav